# Folding@home
Folding@home – projekt internetowy zorganizowany przez Stanford University w Stanach Zjednoczonych, mający na celu badanie procesów zwijania białek. Koncentruje się na badaniu sposobu, w jaki cząsteczka białka składa się w przestrzeni – jest to o tyle ważne, że od tego kształtu zależą funkcje, jakie może ona pełnić w organizmie. Na skutek nieprawidłowego złożenia się cząstki mogą powstawać białka wywołujące choroby, takie jak: CJD, choroba Alzheimera, choroba Parkinsona czy też BSE, czyli „choroba szalonych krów”.

## Zasady działania

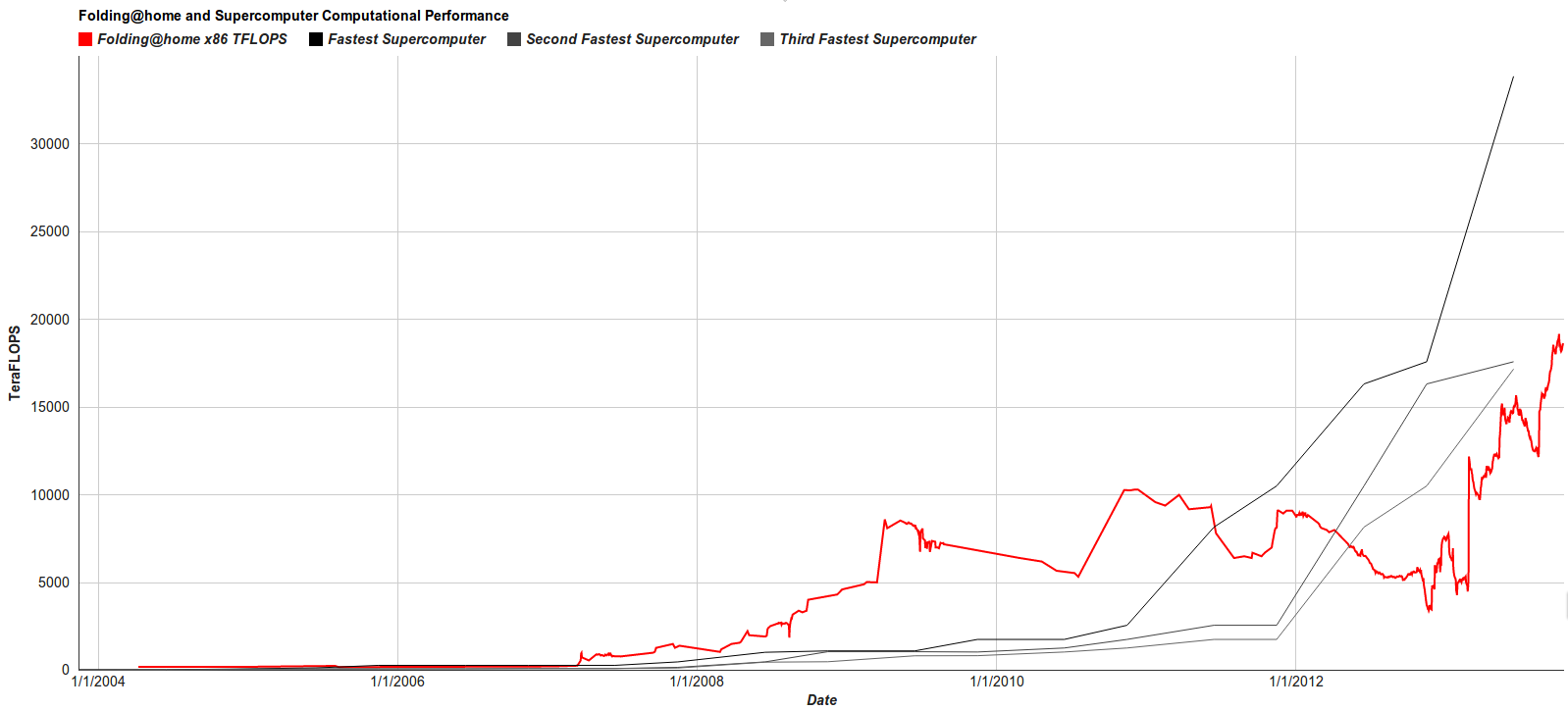
Porównanie mocy obliczeniowej projektu Folding@home (czerwona linia) i 3 największych superkomputerów świata w okresie 2004–2013

Setki tysięcy komputerów osobistych z całego świata łączą się przez Internet z serwerami znajdującymi się na Uniwersytecie Stanforda, skąd pobierają dane do obliczeń i dokąd odsyłają wyniki. Program pracuje w tle z najniższym możliwym priorytetem, obciążając tylko aktualnie nieużywane moce procesora, dzięki czemu nie spowalnia działania innych programów – po właściwym skonfigurowaniu opcji działanie programu staje się niezauważalne. Jedynym minusem jest nieco większe zużycie energii przez komputer – współczesne systemy operacyjne podczas bezczynności procesora używają instrukcji wyłączających jego część. W przypadku uczestnictwa w projekcie procesor jest praktycznie cały czas wykorzystywany w 100%.
Folding@Home to jeden z najstarszych projektów obliczeń rozproszonych i na chwilę obecną największy spośród nich pod względem mocy obliczeniowej. W czerwcu 2008 sięgnęła ona 2500 TFLOPS, co oznaczało, że przewyższyła łączną moc pięciu największych superkomputerów świata. W 2011 moc obliczeniowa projektu przekroczyła 8 PFLOPS.

## Wykorzystanie projektu podczas pandemii COVID-19
Podczas pandemii COVID-19 w 2020 r. zespół projektowy ogłosił zamiar skoncentrowania się na białkach wirusa SARS-CoV-2. 13 marca Nvidia wezwała do udziału w projekcie graczy komputerowych i innych użytkowników komputerów. W efekcie w ciągu kilku dni zarejestrowało się ponad 400 tys. wolontariuszy udostępniających komputery o łącznej mocy obliczeniowej 474 petaFLOPS, a 25 marca moc ta przekroczyła 1 eksaFLOPS. Ogólna wydajność systemu stała się większa niż łączna wydajność 103 najpotężniejszych superkomputerów na świecie (i około 10 razy większa niż najmocniejszego superkomputera Summit). Dalszy wzrost liczby użytkowników przyczynił się 13 kwietnia 2020 roku do przekroczenia mocy obliczeniowej 2,4 eksaFLOPS (więcej niż u 500 najszybszych superkomputerów świata).
30 marca kierownik projektu ogłosił, że aplikacja osiągnęła już milion instalacji. System miał ponad 356 tys. procesorów graficznych Nvidia, ponad 79 tys. procesorów graficznych AMD i ponad 593 tys. innych procesorów.
W pierwszej fazie szybkiego wzrostu liczby użytkowników system był chwilowo przeciążony i tylko dzięki mocy superkomputera Summit możliwe było zarządzanie redystrybucją zadań wśród nowych użytkowników.
Na przykład w marcu 2020 r. w systemie uruchomiono następujące projekty dotyczące zwalczania koronawirusa:
- 14530/14531: Coronavirus SARS-CoV-2 (COVID-19 causing virus) protease – potential drug target
- 14328: Coronavirus SARS-CoV-2 (COVID-19 causing virus) protease – potential drug target
- 11741: Coronavirus SARS-CoV-2 (COVID-19 causing virus) receptor binding domain in complex with human receptor ACE2.
- 11746: Coronavirus SARS-CoV-2 (COVID-19 causing virus) receptor binding domain in complex with human receptor ACE2 (alternative structure to 11741).
- 11742: Coronavirus SARS-CoV-2 (COVID-19 causing virus) protease in complex with an inhibitor.
- 11743: Coronavirus SARS-CoV-2 (COVID-19 causing virus) protease – potential drug target.
- 11744: Coronavirus SARS-CoV (SARS causing virus) receptor binding domain trapped by a SARS-CoV S230 antibody.
- 11745: Coronavirus SARS-CoV (SARS causing virus) receptor binding domain mutated to the SARS-CoV-2 (COVID-19 causing virus) trapped by a SARS-CoV S230 antibody.

## Udział wolontariuszy w projekcie
Każdy internauta, który chce wziąć udział w projekcie, powinien posiadać połączenie z Internetem (stałe łącze nie jest wymagane), komputer i zainstalowanego klienta programu Folding@home. Można wybrać instalację opcji „graficznej”, która podczas pracy wizualizuje podział białek (można wykorzystać jako wygaszacz ekranu), lub „konsolowej”, która działa jako usługa systemu operacyjnego. Są też wersje, które do obliczeń wykorzystują karty graficzne (GPU), i wersje dla procesorów wielordzeniowych (SMP). Istnieje też odmiana wysokopunktowana SMP na komputery z przynajmniej 8 rdzeniami. Można do tego celu użyć core i7 przetaktowanego przynajmniej na 3,8 GHz. Od wersji SMP2 wymagany jest passkey.
Pobranie z serwera jednego WU (work unit) zajmuje zazwyczaj kilka sekund (paczka to ok. 1–2 MB). Przetworzenie pobranego WU trwa od kilku do kilkudziesięciu godzin. Komputer może być w tym czasie wyłączany. Wyłączenie komputera nie powoduje utraty wyników pracy, a ponowne uruchomienie powoduje kontynuację obliczeń od chwili ostatniego zapisania wyników pośrednich (zapis taki dokonywany jest, w zależności od ustawień, co kilka – kilkanaście minut).
Użytkownicy mogą gromadzić się w drużyny.

## Rozwój
Organizatorzy projektu, przy współpracy z firmą Sony, NVIDIA oraz ATI, opracowali dedykowane wersje oprogramowania, umożliwiające wykonywanie symulacji procesu zwijania białek przy użyciu procesorów Cell konsoli PlayStation 3 oraz najnowszych wersji kart graficznych (GPU) ATI lub NVIDIA. Zgodnie ze wstępnymi testami oprogramowania okazało się, że na nowych platformach zadania wykonywane są ponad 40-krotnie szybciej niż na najszybszych wersjach procesorów Intel Pentium 4.

## Lista dostępnego oprogramowania
- klient z interfejsem GUI na Windows XP/Vista/7/2003/2008 32-bit i 64-bit
- klient konsolowy (możliwość uruchomienia w trybie usługi) na Windows XP/Vista/7/2003/2008 32-bit i 64-bit
- klient GPU (ATI 2xxx – 6xxx, nVidia z obsługą CUDA) z interfejsem GUI na Windows XP/2003/Vista/7 32-bit i 64-bit
- klient GPU (ATI 2xxx – 6xxx, nVidia z obsługą CUDA) konsolowy (możliwość uruchomienia w trybie usługi) na Windows XP/2003/Vista/7 32-bit i 64-bit (nie uruchamia się jako usługa na systemach Vista x64 i 7 x64)
- klient SMP2 konsolowy (możliwość uruchomienia w trybie usługi) na Windows XP/2003/Vista/2008/7 32-bit i 64-bit
- klient konsolowy (możliwość uruchomienia w trybie usługi) na 32-bitowy i 64-bitowy Linux oraz BSD
- klient SMP2 konsolowy (możliwość uruchomienia w trybie usługi) na 64-bitowy Linux i BSD
- klient SMP2 konsolowy na 32 i 64-bitowy Mac OS X 10.4+ Intel
- klient z interfejsem GUI na Mac OS X PPC
- klient konsolowy na Mac OS X PPC
- klient na PS3
- istnieją również klienty zarówno GUI, jak i konsolowe na Windows 98/ME/NT/2000
- klient dla przeglądarek Google Chrome i Chromium (2014)[9]